# Epimadiza spinetum
Epimadiza spinetum är en tvåvingeart som beskrevs av Curtis W. Sabrosky 1947. Epimadiza spinetum ingår i släktet Epimadiza och familjen fritflugor. Inga underarter finns listade i Catalogue of Life.